# Cynthia Urías
Cynthia Urías (Los Mochis, Sinaloa, 23 de septiembre de 1979) es una actriz y conductora mexicana.

## Biografía
Cynthia Rocío Urías Félix es originaria de Los Mochis, Sinaloa, inició su carrera de conductora a los 16 años de edad en el programa Sábados de Carrusel, poco después trabajó como locutora en una estación de radio y a partir de ahí parte a la Ciudad de México e ingresó al Centro de Educación Artística de Televisa.
Como Actriz trabajó en telenovelas juveniles como: El juego de la vida (2001), Así son ellas (2002), Clase 406 (2003) y Mujer de madera (2004). Fue invitada por el productor Pedro Damián para tener una participación especial en la telenovela Rebelde (2004) y Niña de mi Corazón (2010).
Continuó con su desarrollo profesional y ahora participa junto a René Franco en el programa Es de noche y ya llegué y en el programa Hoy como una de las conductoras.
En diciembre de 2010 poso para la Revista H. Desde el 2017 es una de las conductoras del programa Cuéntamelo Ya!.

## Filmografía

### Telenovelas
- 2010, Niña de mi corazón
- 2006, La fea más bella
- 2005, Misión S.O.S
- 2004, Rebelde
- 2004, Amy, la niña de la mochila azul
- 2003, Alegrijes y rebujos
- 2003, Velo de novia
- 2003, Clase 406
- 2002, El juego de la vida
- 2002, Cómplices al rescate
- 2001, Aventuras en el tiempo

## Apariciones en televisión
- Sábados de Carrusel
- Nxclusiva
- Me quiero enamorar
- Las Más Picudas
- Pa'la Banda Night Show
- MPS Grupero
- Furia Musical
- Es de noche y ya llegué
- La Voz... México dedicado a Jenni Rivera
- Hoy
- Premios Bandamax (conductora)
- Parodiando (Noches de Traje)
- ¡Cuéntamelo ya! (conductora)
- La apuesta (ganador, Héctor Osobampo)
- Humor sin barreras[2]
- La casa de los Famosos México 2 (panelista)
- ¿Quién es la máscara? (2024) - Narradora